# Bitwa o Nowogród (1944)

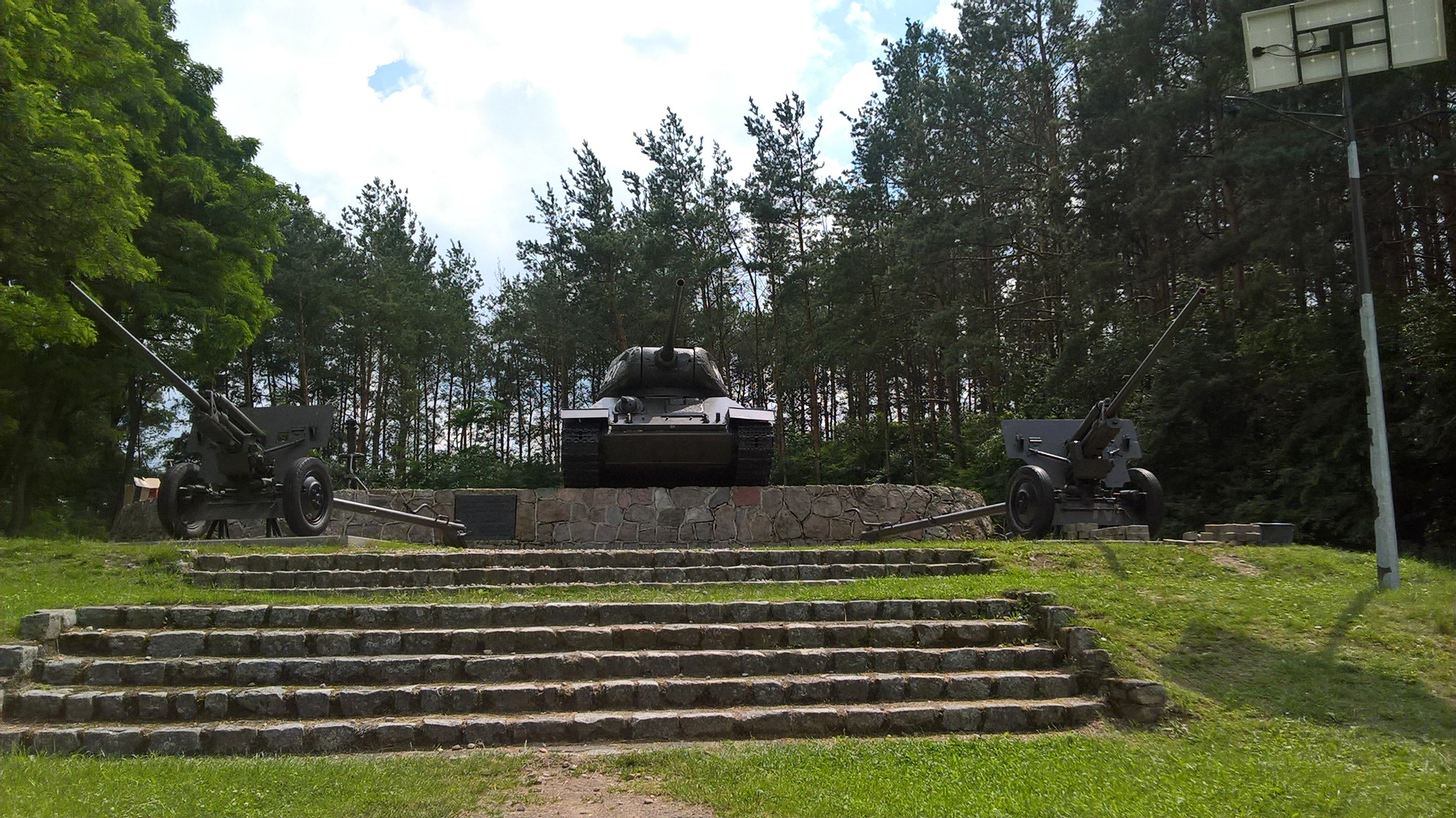
Pomnik w Nowogrodzie upamiętniający żołnierzy polskich i radzieckich poległych w walkach z niemieckim faszyzmem w 1939, 1944 i 1945 roku

Bitwa o Nowogród – starcie zbrojne mające miejsce 10–14 września 1944 między oddziałami Armii Czerwonej a wojskami niemieckimi, skutkujące zdobyciem Nowogrodu i zakończeniem władzy reżimu III Rzeszy na terenie miasta.

## Przebieg działań bojowych
Do Nowogrodu żołnierze 70 Korpusu Piechoty z 49 Armii (dowodzonej przez gen. por. Iwana Griszyna) wchodzącej w skład 2 Frontu Białoruskiego Armii Czerwonej dotarli 10 września 1944. Miasto wchodziło w skład rejonu umocnionego, który został przez Niemców solidnie przygotowany do obrony. Jako jeden z punktów mający osłaniać południowe granice Prus Wschodnich składał się z kilku lini okopów, pól minowych, przed którymi zbudowano zapory z drutu kolczastego. Przygotowano również rów przeciwczołgowy.
Atak na pozycje zajmowane przez niemiecką 101 Dywizję Piechoty rozpoczęto 10 września 1944 w godzinach popołudniowych. Po przygotowaniu artyleryjsko-lotniczym do natarcia ruszyli żołnierze 70 Korpusu Piechoty. W czasie walk które trwały do 14 września Nowogród został całkowicie zniszczony. Ostatecznie miasto zostało zdobyte o godz. 17.00, po całodziennych walkach ulicznych. W czasie tychże walk wyróżnili się czerwonoarmiści z 343 Dywizji Piechoty dowodzonej przez gen. mjra Aleksandra Kornika.
Po zdobyciu Nowogrodu i Łomży wojska 49 Armii przeszły do obrony. Działania zaczepne w ramach ofensywy zimowej Armii Czerwonej rozpoczęły dopiero 14 stycznia 1945.

## Upamiętnienie
W okresie Polski Ludowej dla upamiętnienia żołnierzy polskich i radzieckich poległych w walkach z Niemcami w 1939, 1944 i 1945 roku w Nowogrodzie wzniesiono pomnik na którym umieszczono czołg oraz tablicę z napisem: Chwała bohaterom poległym w walce z niemieckim faszyzmem.